# Clemens Fankhauser
Clemens Fankhauser (Rum, Tirol, 2 de setembre de 1985) és un ciclista austríac, professional des del 2007 i actualment a les files del Tirol Cycling Team. El 2012, amb només vint anys, es proclamà campió nacional en ruta.

## Palmarès
- 2007
  - Vencedor d'una etapa al Gran Premi Guillem Tell
- 2012
  - 1r al Tour de Voivodina II
- 2014
  - 1r a l'An Post Rás
- 2015
  - 1r al Tour de Szeklerland i vencedor d'una etapa
- 2016
  - 1r a l'An Post Rás